# Caoxita
La caoxita és un mineral de la classe dels compostos orgànics. Rep el seu nom per l'acrònim de l'Aniversari del Centenari dels raigs-X (en anglès, Centennial Anniversary Of X-rays), i també a la vegada per l'oxalat de calci (en anglès, CAlcium OXalate).

## Característiques
La caoxita és una substància orgànica de fórmula química Ca(C₂O₄)(H₂O)₃. Cristal·litza en el sistema triclínic. Es troba en forma de cristalls allargats, tabulars en {010}, ambc ontorn poligonal, de fins a 0,5 mil·límetres, i com a esferulites cristal·lines. La seva duresa a l'escala de Mohs es troba entre 2 i 2,5.
Segons la classificació de Nickel-Strunz, la caoxita pertany a «10.AB - Sals d'àcids orgànics: oxalats» juntament amb els següents minerals: humboldtina, lindbergita, gluixinskita, moolooïta, stepanovita, minguzzita, wheatleyita, zhemchuzhnikovita, weddel·lita, whewel·lita, oxammita, natroxalat, coskrenita-(Ce), levinsonita-(Y), zugshunstita-(Ce) i novgorodovaïta.

## Formació i jaciments
Va ser descoberta a la mina Cerchiara, a Borghetto Vara, a la província de La Spezia (Ligúria, Itàlia), l'únic indret on ha estat trobada aquesta espècie mineral. Sol trobar-se associada a altres minerals com: quars, barita i òxids de manganès.